# Saint Paul (parish)
Saint Paul är en parish i Dominica. Den ligger i den södra delen av landet, 5 km norr om huvudstaden Roseau. Antalet invånare är 7 515. Arean är 65 kvadratkilometer. Saint Paul ligger på ön Dominica. Huvudstaden är Pont Casse, men den största bosättningen är Canefield.
Terrängen i Saint Paul är huvudsakligen kuperad, men åt sydväst är den platt.
Följande samhällen finns i Saint Paul:
- Mahaut
- Pont Cassé